# Pseudomeloe hornioides
Pseudomeloe hornioides is een keversoort uit de familie van oliekevers (Meloidae). De wetenschappelijke naam van de soort is voor het eerst geldig gepubliceerd in 1921 door Denier.